# Teleférico a Monserrate
El Teleférico a Monserrate es un teleférico turístico que comunica a Bogotá con el Cerro de Monserrate, donde se encuentra la Basílica del Señor de Monserrate. Es el teleférico turístico más antiguo de Latinoamérica abierto en septiembre de 1955. 

## Historia
El teleférico a Monserrate se construyó para proporcionar servicio al creciente número de feligreses que subían al Santuario de Monserrate en los años 1950, cuando el único medio de ascenso era el funicular, inaugurado en 1929.
Diseñado por la compañía suiza Von Roll, su construcción se inició en 1953 y fue inaugurado el 27 de septiembre de 1955. Cuando se terminó, el costo total de la obra ascendió al millón de pesos. En esa época un peso compraba un dólar.
Pese a que no utiliza publicidad, este sistema es rentable. Los días más congestionados son los Viernes Santos, cuando se movilizan unas 3500 personas. Es decir, que hacen de 10 a 12 viajes. El teleférico funciona de lunes a sábado de 12 del día a 12 de la noche y domingos y festivos de 5:30 de la mañana a las 6 de la tarde. 
La ventaja del teleférico sobre el funicular es la de proporcionar una vista panorámica de la ciudad de Bogotá. El funicular, por otro lado, opera de lunes a sábado de 7:40 de la mañana a las 11:40 de la mañana y los domingos y festivos de 5:30 de la mañana a las 6 de la tarde.

## Galería

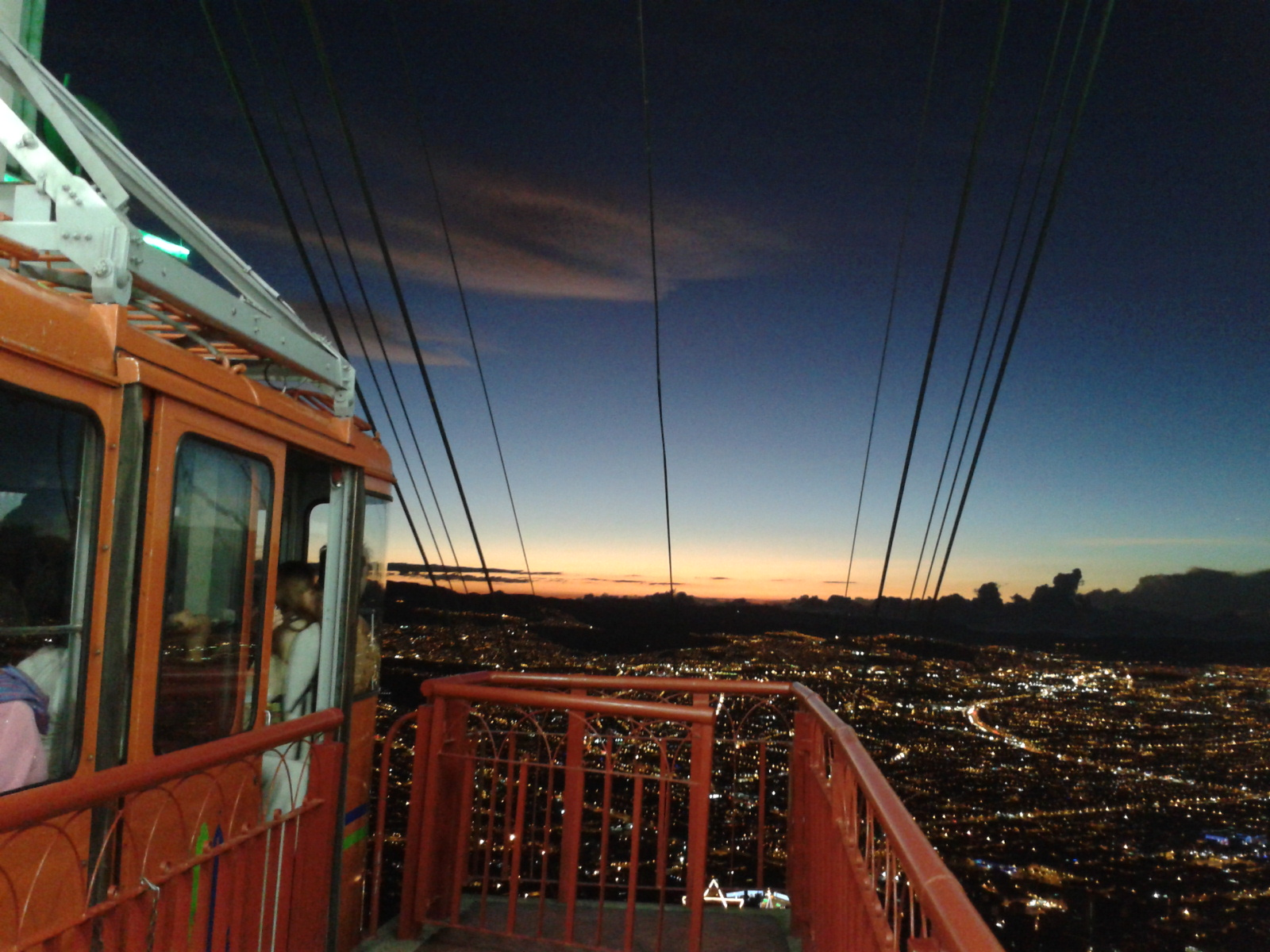
Atardecer desde la estación de llegada a Monserrate.
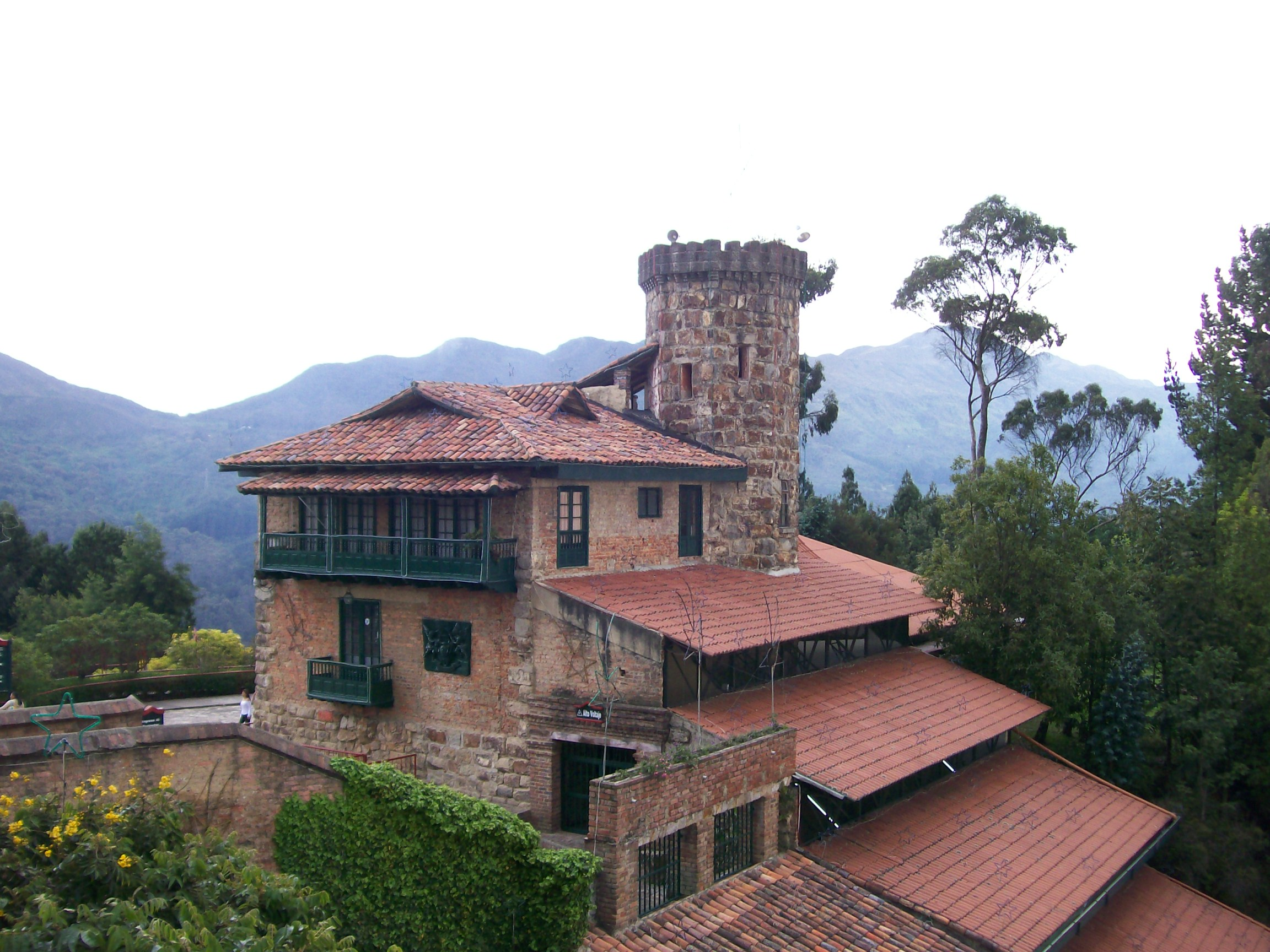
Estación de teleférico y funicular desde afuera.
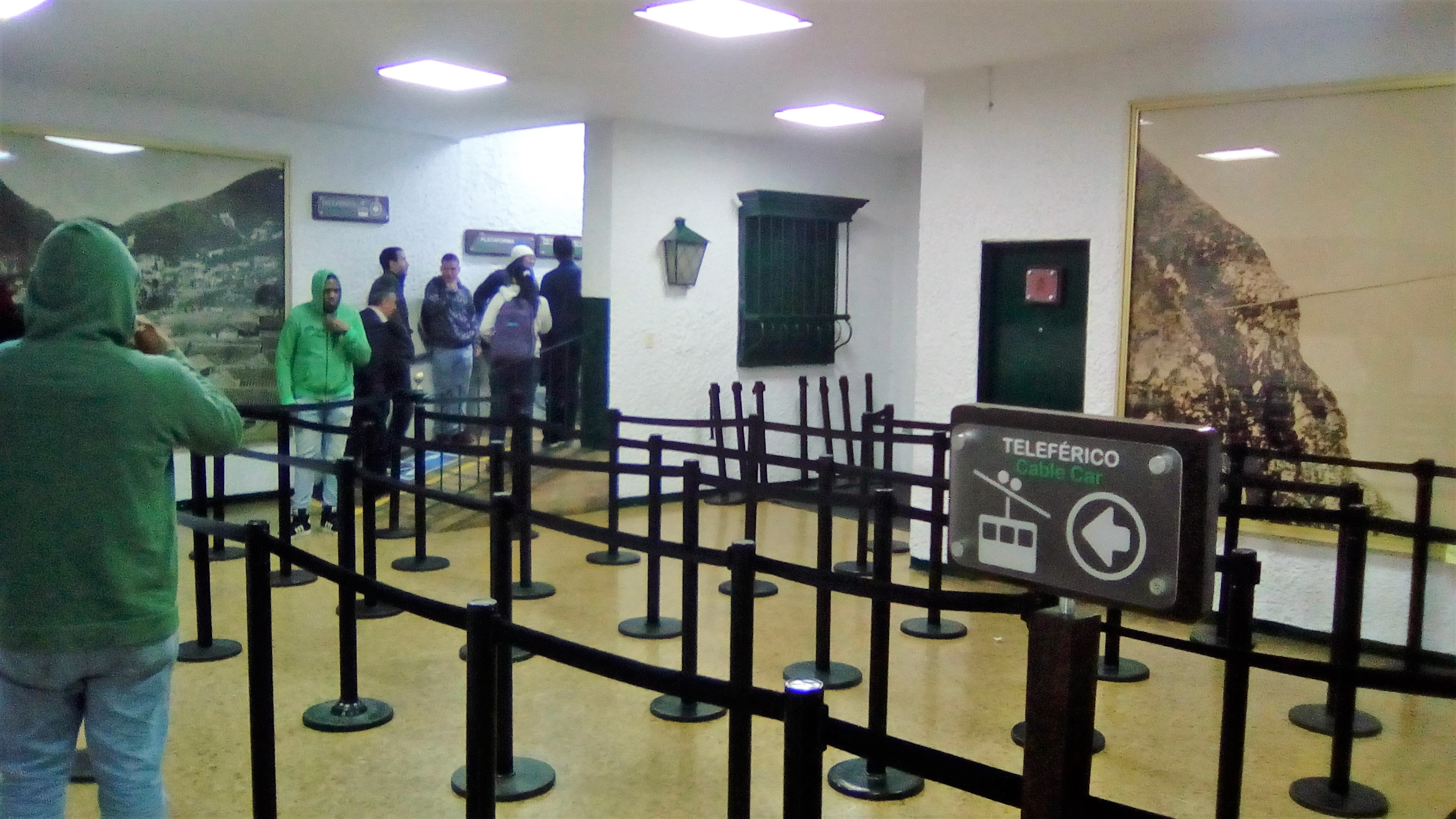
Fila de acceso en la estación de salida.
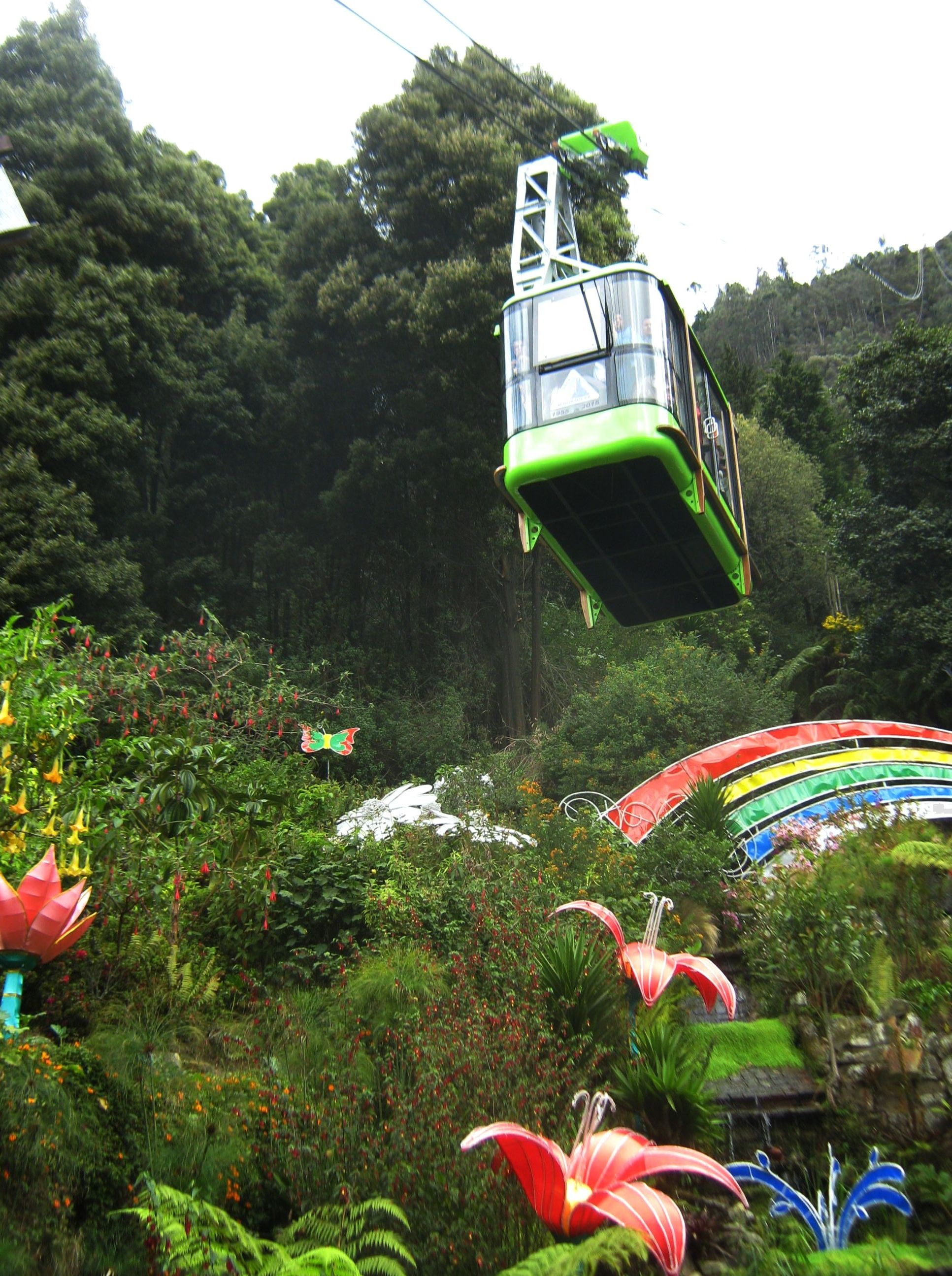
Teleférico en recorrido decorado navideño de 2015.
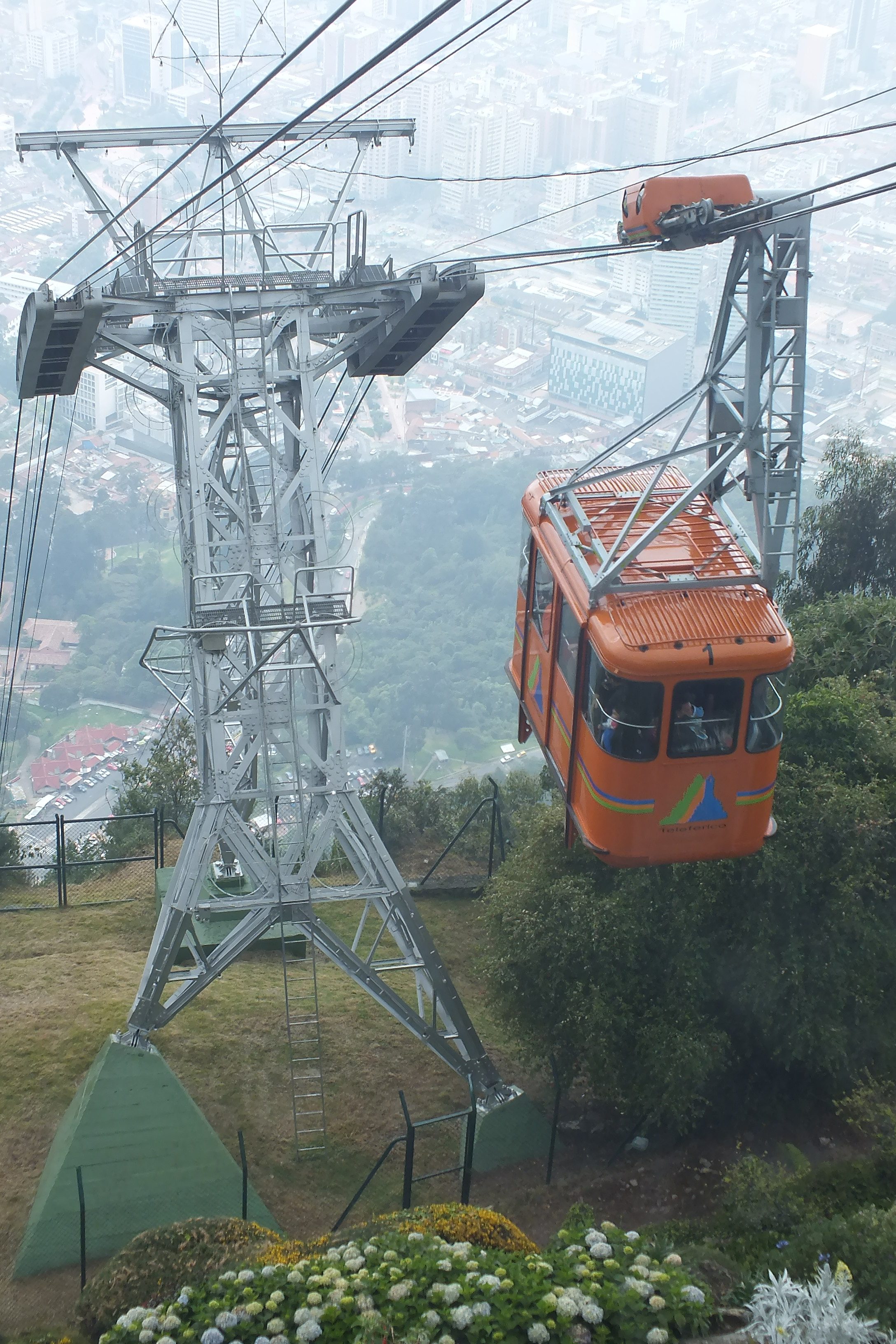
Detalle de las torres del teleférico.
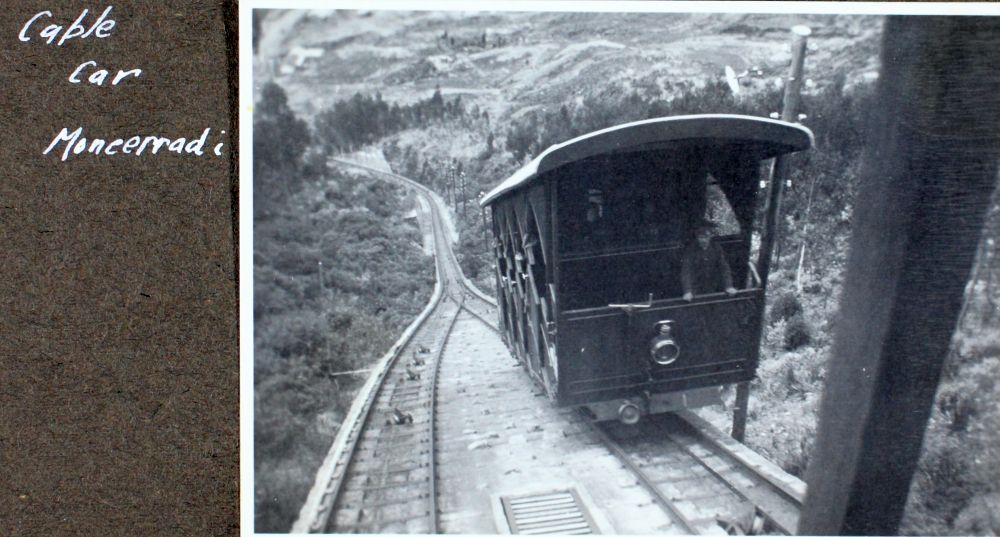